# Arabia Felix

Orientul Mijlociu si Oceanul Indian

Arabia Felix (literar Arabia Fericită sau Arabia Fecundă sau greacă Eudaimon Arabia), a fost numele latin utilizat anterior de geografi pentru a descrie sudul Peninsulei Arabice, inclusiv Yemenul modern.